# Birkenbruchwald Oed und Erlenwälder bei Arnbruck und Hötzelsried
Birkenbruchwald Oed und Erlenwälder bei Arnbruck und Hötzelsried este o arie protejată (arie specială de conservare — SAC, sit de importanță comunitară — SCI) din Germania întinsă pe o suprafață de 59,76 ha, integral pe uscat.

## Localizare
Centrul sitului Birkenbruchwald Oed und Erlenwälder bei Arnbruck und Hötzelsried este situat la coordonatele 48°59′17″N 12°55′22″E / 48.9881°N 12.9228°E.

## Înființare
Situl Birkenbruchwald Oed und Erlenwälder bei Arnbruck und Hötzelsried a fost declarat sit de importanță comunitară în martie 2001 pentru a proteja 3 specii de animale. Situl a fost protejat și ca arie specială de conservare în aprilie 2016.

## Biodiversitate
Situată în ecoregiunea continentală, aria protejată conține 4 habitate naturale: Liziere de ierburi înalte hidrofile de câmpie și de nivel montan până la alpin, Mlaștini împădurite, Păduri aluvionare cu Alnus glutinosa și Fraxinus excelsior (Alno-Padion, Alnion incanae, Salicion albae), Păduri acidofile de Picea de la nivel montan la nivel alpin (Vaccinio-Piceetea).
La baza desemnării sitului se află mai multe specii protejate:
- păsări (2): barză neagră (Ciconia nigra), cristeiul de câmp (Crex crex)
- nevertebrate (1): Margaritifera margaritifera